# フェンウェイ・パーク
フェンウェイ・パーク（Fenway Park）は、アメリカ合衆国マサチューセッツ州ボストンにある野球場。MLBボストン・レッドソックスの本拠地球場。1914年のシーズン途中から1915年途中まではボストン・ブレーブス（現アトランタ・ブレーブス）も本拠地にしていた。そのため、1914年のワールドシリーズはこの球場で開催された。現存するMLBの専用球場としては歴史が最も古い（なお、2番目に古いのはイリノイ州シカゴにあるリグレー・フィールドである。〈シカゴ・カブスの本拠地球場〉）。2012年、国定歴史建造物に指定された。
野球以外にも使用されていたことがある。1933年から1936年までNFLボストン・レッドスキンズ（現ワシントン・コマンダース）、1944年から1948年までボストン・ヤンクス（1948年に解散）、1963年から1968年までAFL（アメリカンフットボールリーグ）のボストン・ペイトリオッツ（現ニューイングランド・ペイトリオッツ）も使用していた。
かつてデトロイト・タイガースの本拠地だったタイガー・スタジアムと同じ1912年（タイガー・スタジアムは4月20日）に公式オープンした球場である。1999年にタイガー・スタジアムが閉鎖されてからは、メジャーリーグで使用されている球場の中では最も古い球場となっている。
観客席の間隔の狭さや視界を遮る柱などファンに不便な点が多く、またはロッカールームや通路の狭さなど選手から不満の声も漏れる。しかし、球場が持つ伝統と独特な雰囲気は今でも多くのファンを引きつけてやまない。キャパシティの小ささとレッドソックスの人気が相まって、今ではメジャーリーグで最もチケット入手が難しい球場である。ボストンにおける主要なランドマークの1つとなっており、球団オーナーのジョン・W・ヘンリーは「パリ（フランス）にエッフェル塔があるように、ボストンにはフェンウェイ・パークがある」と述べている。

## 球場の歴史
1901年のアメリカンリーグ創設時から参加していたボストン・ピルグリムスは、ハンティントン・アベニュー・グラウンズを本拠地にしていた。しかし、同球場は木製だったため火事の危険性が常につきまとっていた。1904年に球団を買収したジョン・I・タイラーは、1907年に球団名をピルグリムスからレッドソックスに変更した。続いて1910年、タイラーは新球場建設を発表した。
1911年に建設が開始され翌1912年に完成した新球場はボストン中心街のフェンウェイ地区に建設されたことから、タイラーが“フェンウェイ・パーク”と名付けた。1912年4月9日、レッドソックスがハーバード大学野球部と試合を行ったのがフェンウェイ・パーク初試合。プロ同士の初試合は当初予定されていた試合が2度も雨天延期になった後の1912年4月20日、27,000人の観客の前でレッドソックスはニューヨーク・ハイランダーズ（現ニューヨーク・ヤンキース）を延長戦の末に下した。
当時はボストンにメジャーリーグ球団がもう1つあった。ボストン・ブレーブス（現アトランタ・ブレーブス）である。フェンウェイ・パークの完成の数年後に建てられたブレーブスの本拠地球場ブレーブス・フィールドは、フェンウェイ・パークよりも多くの観客を収容できた。そのためレッドソックスは、1915年のワールドシリーズなどの大観衆が見込める試合はブレーブス・フィールドで行った。
1926年5月8日、フェンウェイ・パークで火災が発生した。これを機にフェンウェイ・パークは改修を行うようになった。改修はその後現在に至るまで、必要にあわせて度々行われている。
「老朽化」や「収容人員の小ささ」という欠点を解消するためレッドソックスは何度か新球場計画を発表したが、その度にファンから大きな非難を浴びて断念している。そのためレッドソックスは席の増築を繰り返して入場料収入の増加に努めている。入場料金の値上げもたびたび行われチケットの平均価格は1998年から10年連続30球団トップの高さであるが、それでもチケットは常時売り切れ状態であった。しかし、2013年4月11日のボルチモア・オリオールズ戦でチケットが完売にならず2003年5月15日から続いていたチケットの連続完売記録は794試合で途切れた。

## フィールドの特徴

フィールドの形

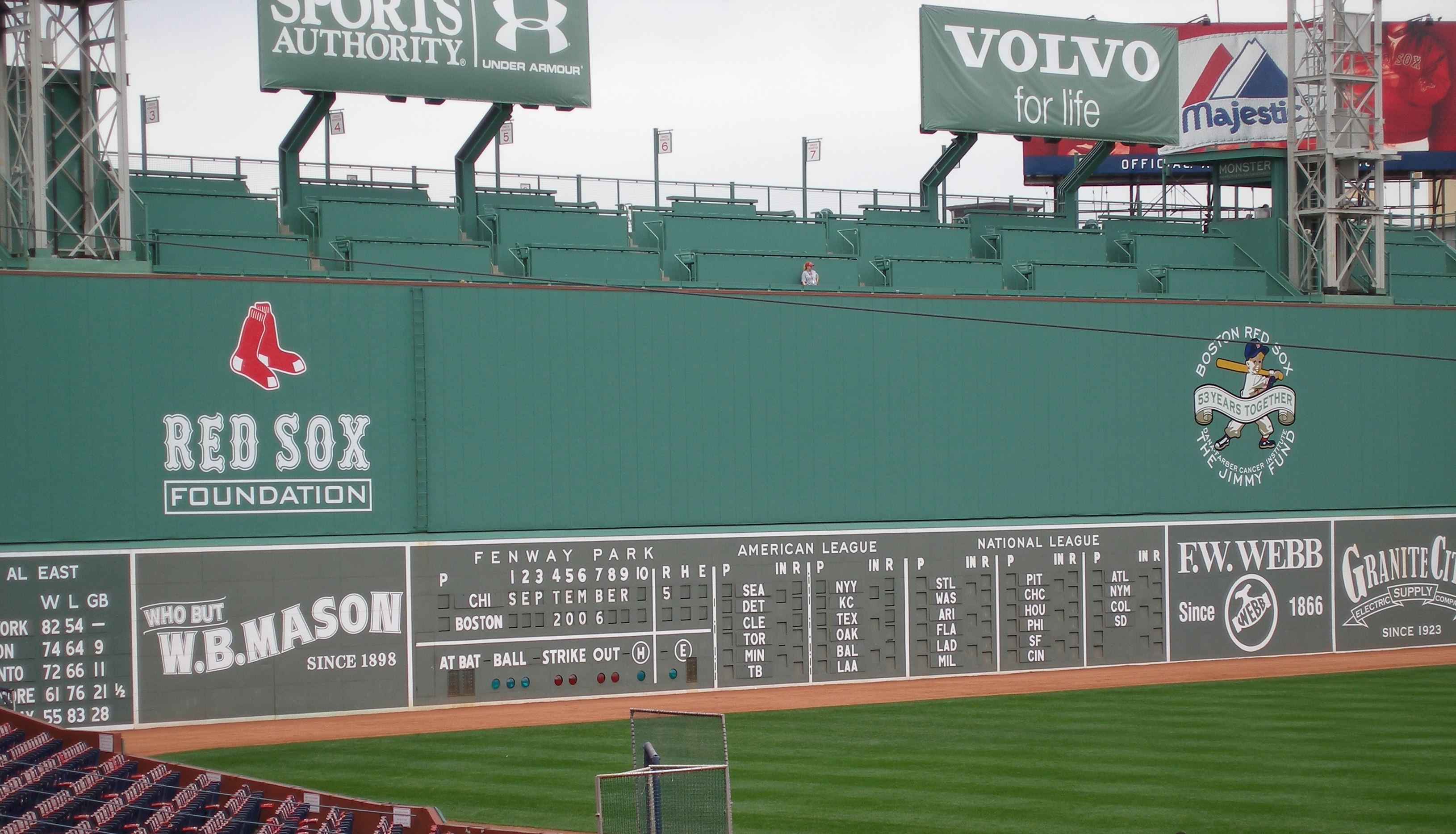
グリーン・モンスター

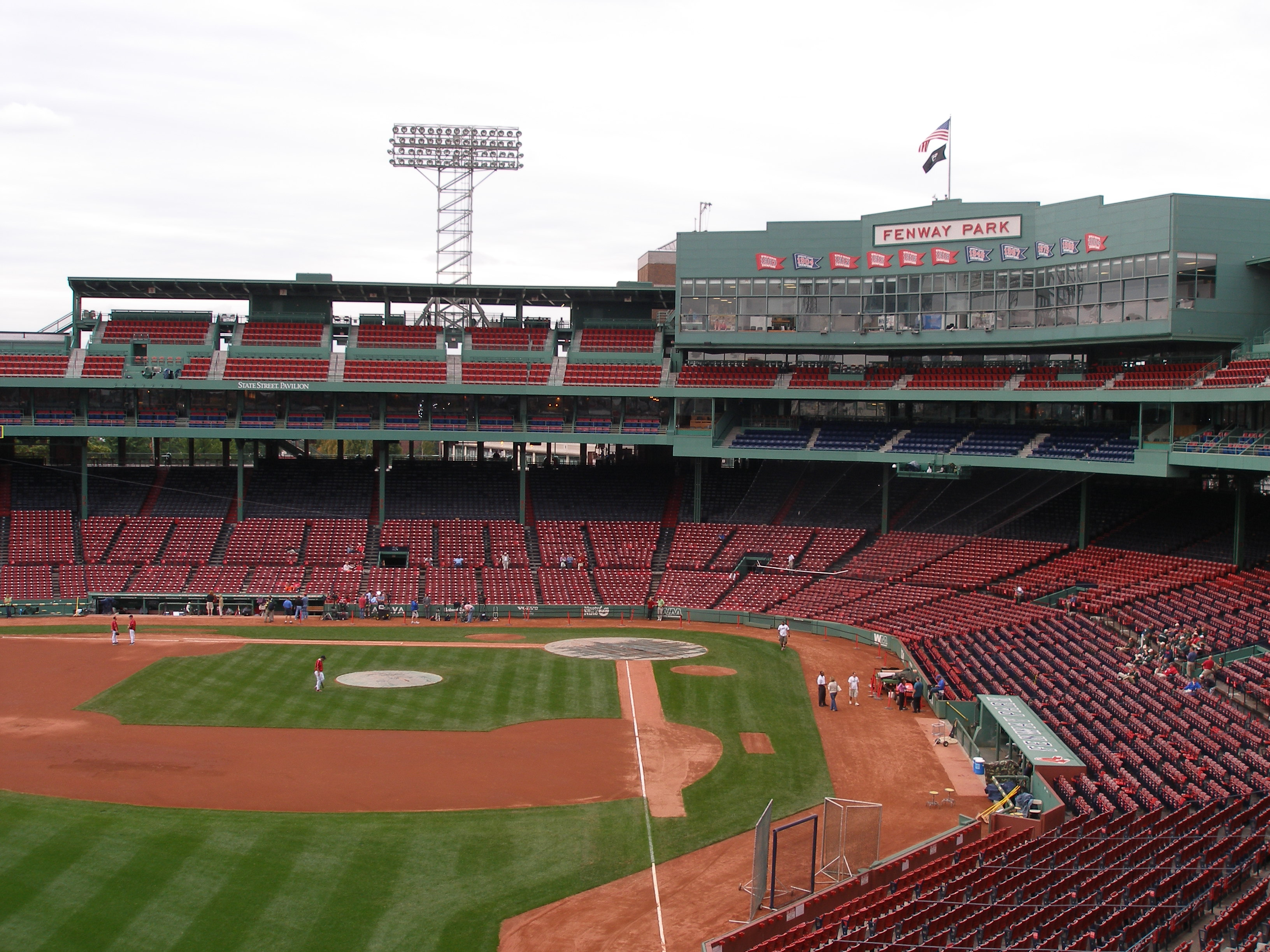
グリーン・モンスター上部から

市内の限られた沼地に建てられたため、変則的な形状となっている。建設当時（1910年代）は、このような変則的形状の球場はごく一般的であった。
本塁から左翼までが310フィート（約94.5メートル）しかない。さらに左中間が膨らまず、直線的に延びているため、プロの使用する球場としては極めて浅い。そこで容易に本塁打が出るのを防ぐため、高さ37.2フィート（約11.3メートル）の巨大なフェンス（通称：グリーン・モンスター〈Green Monster〉）が設置された。当初は広告で覆われていたが、1947年に緑色に塗りつぶす工事が行われた。しかし、高く上がったフライは結局はフェンスを越えてしまう。本来ならフライアウトになるような打球もグリーンモンスターに当たってヒットになってしまうため、フライ系の打球が多い右打者には非常に有利となっている。グリーン・モンスターのすぐ後方には道路と建物があるため、フィールドはこれ以上拡張することはできない。グリーン・モンスター下部のスコアボード表示部（手動式）を打球が突き抜けた場合は、打球がバウンドしたか否かを問わずグラウンドルールにより二塁打（2個の安全進塁権）となる。
左中間とは対照的に右中間は深くなっている。しかし、右翼はフェンスが低い（1メートル未満の部分もある）上にスタンドが張り出しており、右翼線は302フィート（約92.0メートル）と左翼より狭いため、ライナー性の当たりが本塁打になりやすい。この点は左翼とは対照的である。中堅は最深部が420フィート（約128.0メートル）と深く、そのフィールドの形からザ・トライアングル（The Triangle）とも呼ばれる。
以上のように「左翼が狭く中堅・右翼が広い」という特徴を持つ。またファウルグラウンドが非常に狭いため、邪飛によるアウトの機会が少ない。さらにこの球場の持つ要素として、建設された年代によるものかデイゲームにおいて外野手から本塁方向の上空を仰ぎ見た場合、飛球を追う際、太陽が視界に入りやすく、ボールを見失うケースが少なからず見受けられることが挙げられる。このように、全体的には投手より打者の方が有利（いわゆる「打高投低」）な球場となっている。
外野の広さの変遷
| 年度 | 左翼  | 左中間 | 中堅   | 中堅 最深部 | 右中間 | 右翼  |
| ---- | ----- | ------ | ------ | ----------- | ------ | ----- |
| 1921 | 324   | 不明   | 不明   | 不明        | 不明   | 313.5 |
| 1922 | 324   | 不明   | 488    | 550         | 不明   | 313.5 |
| 1926 | 320.5 | 不明   | 488    | 550         | 不明   | 358.5 |
| 1930 | 320   | 不明   | 468    | 550         | 不明   | 358   |
| 1931 | 318   | 不明   | 468    | 593         | 不明   | 325   |
| 1933 | 320   | 不明   | 468    | 593         | 不明   | 358   |
| 1934 | 312   | 379    | 388.67 | 420         | 不明   | 334   |
| 1936 | 315   | 379    | 388.67 | 420         | 不明   | 332   |
| 1938 | 315   | 379    | 388.67 | 420         | 不明   | 322   |
| 1939 | 315   | 379    | 388.67 | 420         | 405    | 332   |
| 1940 | 315   | 379    | 388.67 | 420         | 382    | 304   |
| 1942 | 315   | 379    | 388.67 | 420         | 381    | 302   |
| 1943 | 315   | 379    | 388.67 | 420         | 380    | 302   |
| 1954 | 315   | 379    | 390    | 420         | 405    | 302   |
| 1995 | 310   | 379    | 390    | 420         | 405    | 302   |

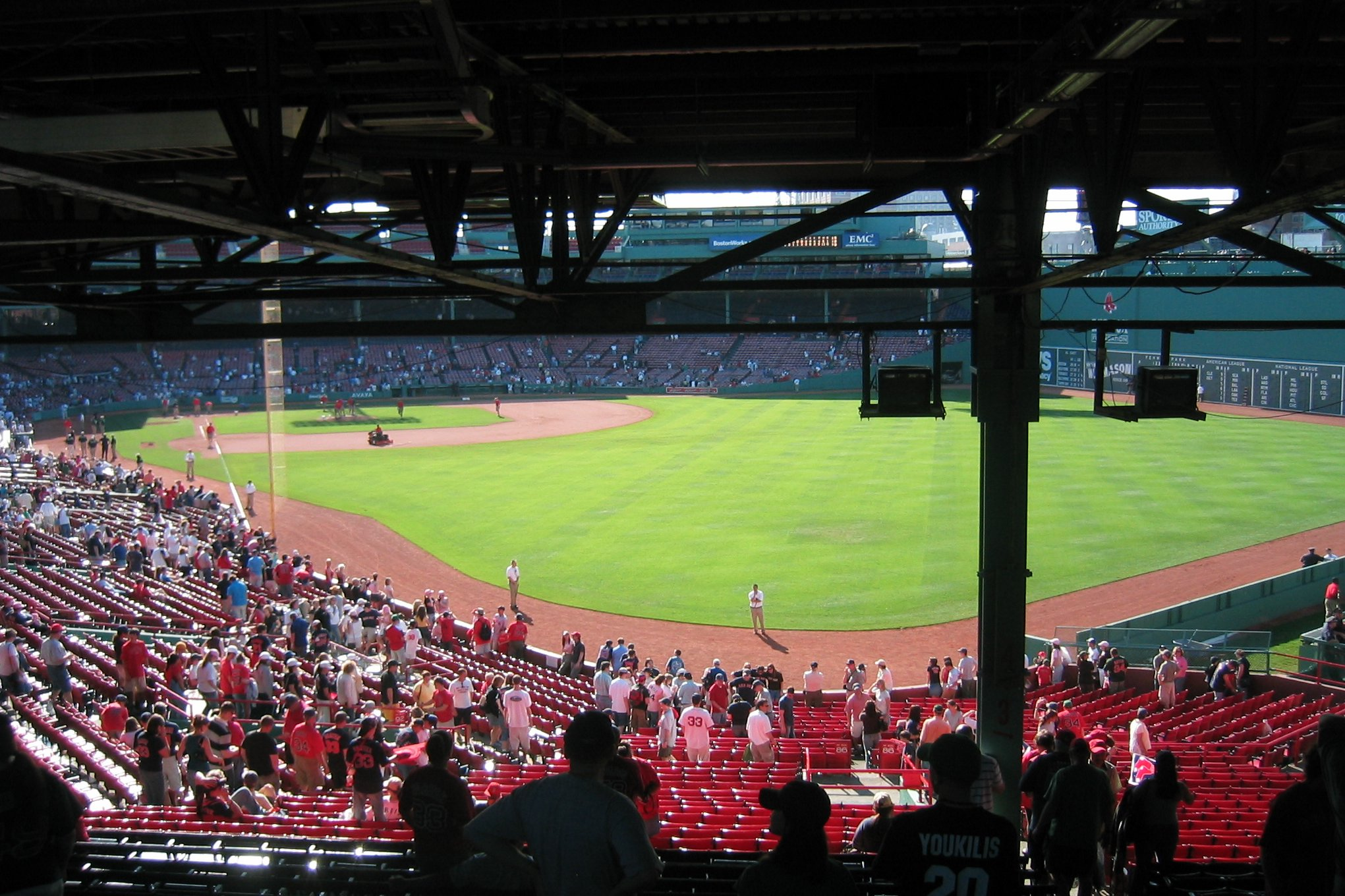
柱に視界を遮られている席

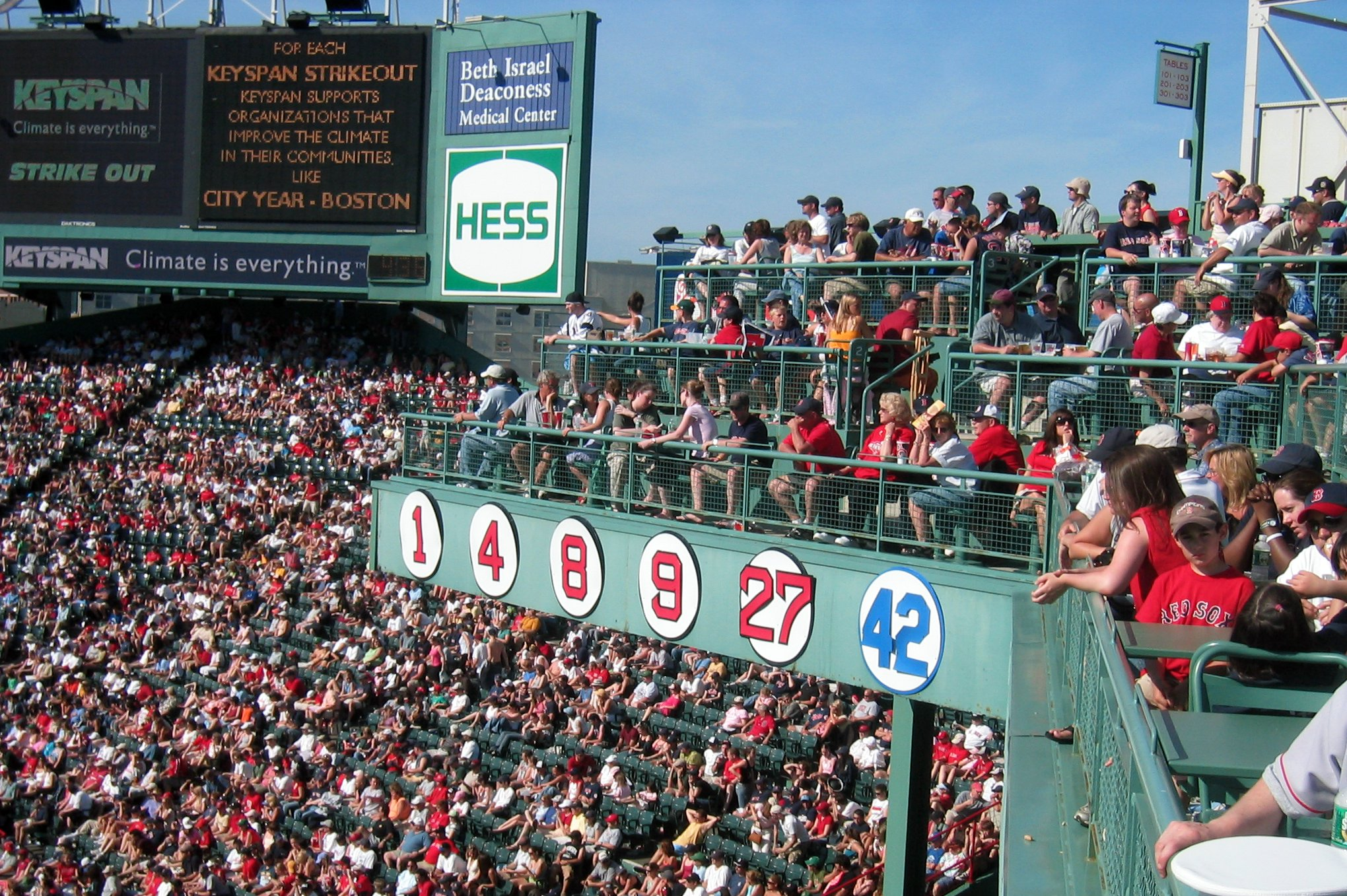
レッドソックスの永久欠番の掲示

※単位はフィート。1フィート≒30.48センチ

## 名所
フェンウェイ・パークで起こった数々の名場面から、“グリーン・モンスター”以外にも愛称が定着した箇所が様々ある。

### 右翼ファウルポール：ペスキーズ・ポール
右翼のファウルポールは“ペスキーズ・ポール”（Pesky's Pole）と呼ばれている。ペスキーとは1942年から1952年シーズン途中まで（第二次世界大戦中の1943年から1945年を除く）レッドソックスでプレイした左打ちの内野手ジョニー・ペスキーのことである。
ペスキーは8年間で13本の本塁打を放った。そのうちフェンウェイ・パークでは6本を放っている。当時のフェンウェイ・パークの右翼は狭く公称では302フィート（約92.0メートル）となっていたが、航空写真を元にした推測ではそれより短かったという。
ペスキーによるとかつての同僚の投手メル・パーネルがレッドソックス専属キャスターとしてある日の試合を担当した際、右翼ポール際ギリギリで入った本塁打を観てペスキーの話を始めたという。その後1980年代後半から1990年代前半にかけて“ペスキーズ・ポール”という言葉が定着した。
2006年9月27日、ペスキー87回目の誕生日にレッドソックスは公式に右翼ファウルポールを“ペスキーズ・ポール”と名付けた。
- ペスキーズ・ポール
- 中堅最深部“ザ・トライアングル”とブルペン

### 左翼ファウルポール：フィスク・ファウルポール
1975年のワールドシリーズはレッドソックスとシンシナティ・レッズの顔合わせだった。レッズの3勝2敗で迎えた第6戦、試合は6－6のまま延長戦に入っていた。
延長12回裏、打席に入ったカールトン・フィスクは左翼ファウルポール際に大飛球を放つ。外野フェンスを大きく越えそうな打球だったがファウルになりそうだった。フィスクは打球の行方を見守りながらその場で飛び跳ね、フェアになれと打球に命じるかのように両手を大きく右へ右へと振った。結局打球は左翼ファウルポールを直撃するサヨナラホームランとなった。レッドソックスは続く第7戦に敗れて世界一を逃したが、この場面でのホームランとフィスクの動作はファンの記憶に残った。
2005年のインターリーグでのレッズ戦の試合前にセレモニーが行われ、左翼ポールが“フィスク・ファウルポール”（Fisk Foul Pole）と名付けられた。

### 右翼スタンドの座席のうちの1つ：ローン・レッド・シート

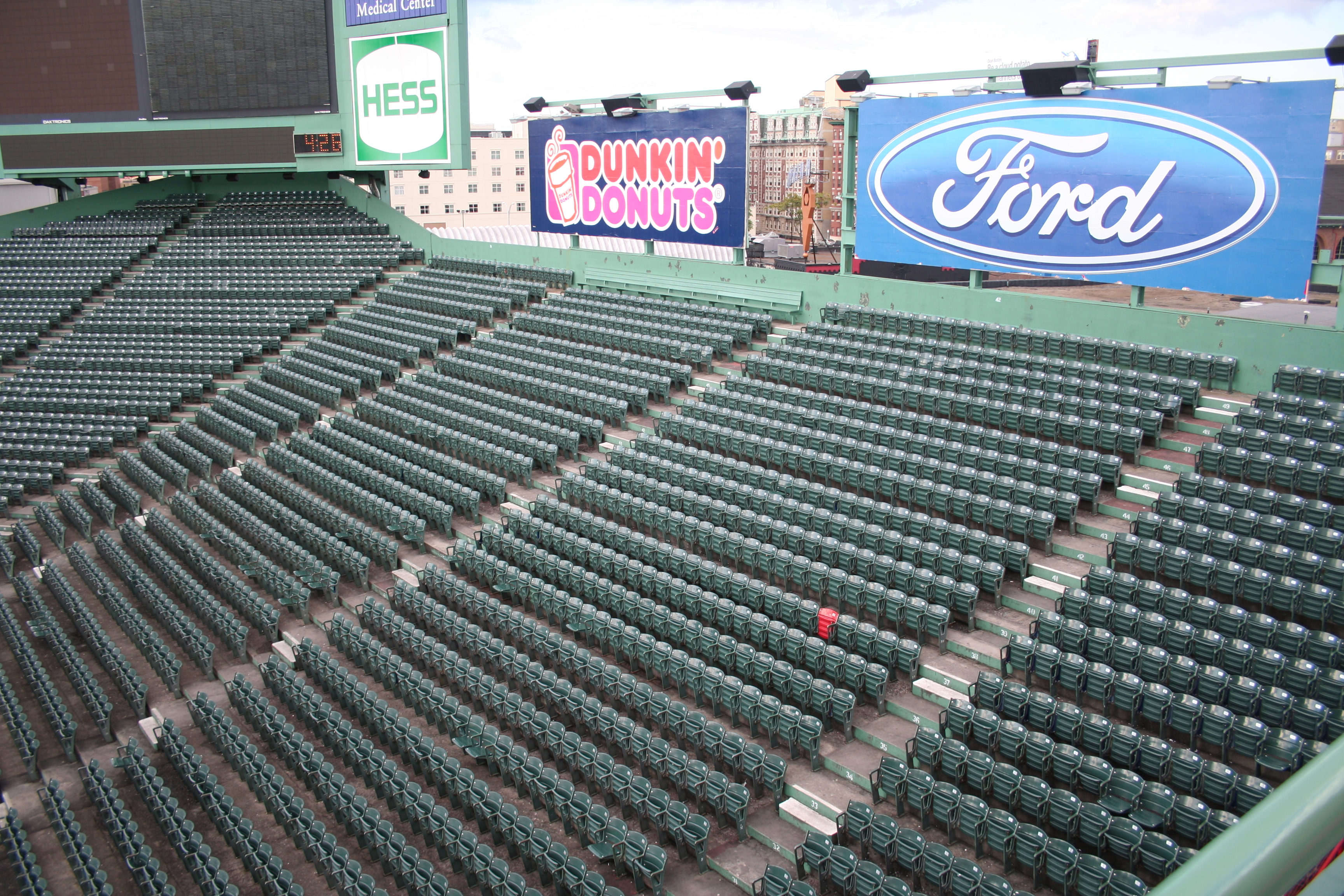
ローン・レッド・シート

右翼スタンドの座席のうち、たった1席だけが赤くなっている。これは、1946年6月9日にテッド・ウィリアムズが放ったフェンウェイ・パーク史上最長の本塁打（グリーン・モンスターを越えた場外本塁打は飛距離計測不能のため除く）の落下点である。公式にはこの本塁打の飛距離は502フィート（約153.0メートル）と発表されており、落下点の座席 Section 42, Row 37, Seat 21が1984年から赤く塗られ“ローン・レッド・シート”（Lone Red Seat）と呼ばれるようになった。
2015年、『ボストン・グローブ』紙の記者が物理学者のアラン・ネイサンと分析を試み、当日の気象状況を確認したところ、ボストンを含むニューイングランド地方を嵐が襲い、かなり強い風が吹いていた。試合中の風向き及び風速は「ライト方向に9.4メートル」と推測し、もしも風がなければウィリアムズの本塁打の飛距離は440フィート（約134メートル）程度だったとネイサンは算出している。1980年代後半のスタンド増築により風が遮られ、今後10メートル近い風がライト方向に吹く可能性は低くなっている。

### 左翼グラウンドにあった土手：ダッフィーズ・クリフ（※現存せず）
開場から1933年まで、左翼フェンス前には土手があった。左翼ポールから中堅にかけて広がるその土手は高さ10フィート（約3.0メートル）はあったといい、フェンウェイ・パークで守備に就く左翼手はその土手を登り降りしながら打球を処理していた。
土手の愛称になったダッフィーとは、1910年から1917年までレッドソックスに在籍した外野手ダッフィー・ルイスのことである。ルイスが打球処理のためこの土手を素早く登り降りしたことから“ダッフィーズ・クリフ”（Duffy’s Cliff）という愛称になった。
1934年、1月5日に発生した火事で破損した部分の補修が行われその際にこの土手を平らにしたため、ダッフィーズ・クリフは現存していない。野球場のフェアグラウンド内に土手があった例としては他にクロスリー・フィールド（オハイオ州シンシナティ）の“テラス”、ミニッツメイド・パーク（当時、テキサス州ヒューストン）の“タルの丘”が挙げられる。

### バックミンスター・ホテル
球場から徒歩数分のバックミンスター・ホテルは、ブラックソックス事件で追放された選手が八百長を画策したとされる場所。

## 野球以外での使用

### アメリカンフットボール
フィールドの形が長方形に近いため、フェンウェイ・パークはアメリカンフットボールに使用されたことがある。1933年から1936年にはボストン・レッドスキンズ、1944年から1948年にはボストン・ヤンクス、1963年から1968年にはボストン・ペイトリオッツと3つのプロチームがそれぞれフェンウェイ・パークを本拠地として使用した。
カレッジフットボールでも、ボストンカレッジ・イーグルス（ボストンカレッジ）やボストンユニバーシティ・テリアズ（ボストン大学）がフェンウェイ・パークで過去に何度か試合を行っている。

### アイスホッケー

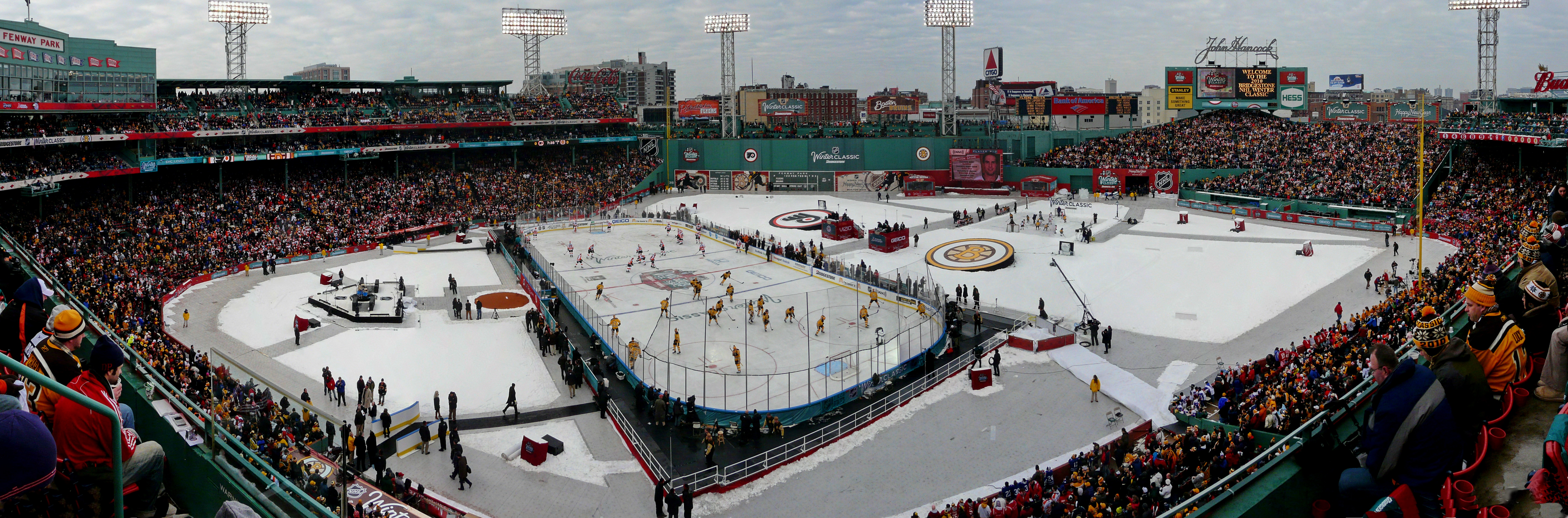
2010 NHL ウィンター・クラシック

2010年1月1日にNHLの公式戦（ウィンター・クラシック）として地元のボストン・ブルーインズ対フィラデルフィア・フライヤーズの試合が行われた。屋外でアイスホッケーの試合が行われるのは3シーズン連続4度目のこと（2009年1月1日にはシカゴのリグレー・フィールドで行われ、野球場での開催は2年連続となった）。

### サッカー
1931年5月30日、ニューヨーク・ヤンキース（アメリカンサッカーリーグ）とセルティック（スコティッシュ・フットボールリーグ）が試合を行い、ヤンキースが4－3で勝利を収めた。この試合には8,000人が観戦に訪れた。
1968年にはNASLボストン・ビーカンズがフェンウェイ・パークを本拠地として使用したが、シーズン終了後にチームは消滅した。
現在、MLSニューイングランド・レボリューションがフェンウェイ・パークで1、2試合を行うという話もあるが実現には至っていない。

### 政治演説
アメリカの政治史において最も有名な選挙演説のうちのひとつは大統領選挙中の1940年、フェンウェイ・パークで生まれた。その演説でフランクリン・ルーズベルト大統領は、海外の戦争へは軍を派兵しないと宣言した。
当時、第二次世界大戦がヨーロッパで激化していた。アメリカはイギリスやソビエト連邦を支援していたものの、公式には中立の立場をとっていた。
1941年12月7日に大日本帝国海軍による真珠湾攻撃が発生したことで、アメリカは第二次世界大戦へ参戦することとなった。ルーズベルトと政治的に対立するグループは、前述の演説を繰り返してルーズベルトを批判した。

### コンサート

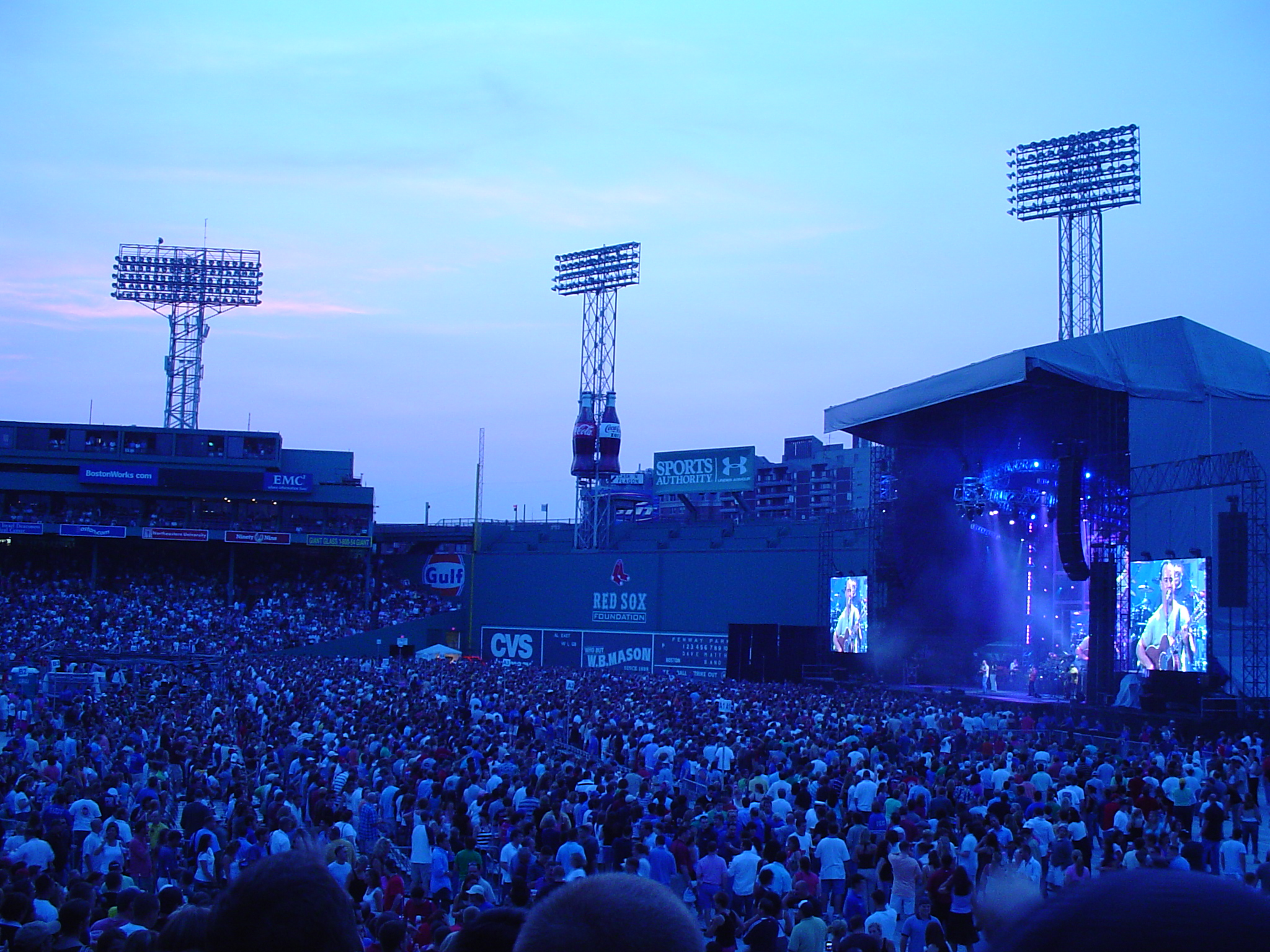
デイヴ・マシューズ・バンドのコンサート

かつてフェンウェイ・パークではコンサートはあまり開催されなかった。2002年にレッドソックスのオーナーが代わってからは、毎年2公演がフェンウェイ・パークで行われている。
- 2003年　ブルース・スプリングスティーン
- 2004年　ジミー・バフェット
- 2005年　ローリング・ストーンズ
- 2006年　デイヴ・マシューズ・バンドとシェリル・クロウ
- 2007年　ポリス
- 2008年　ニール・ダイアモンド
- 2009年　フィッシュ

## 主要な出来事
- 1912年

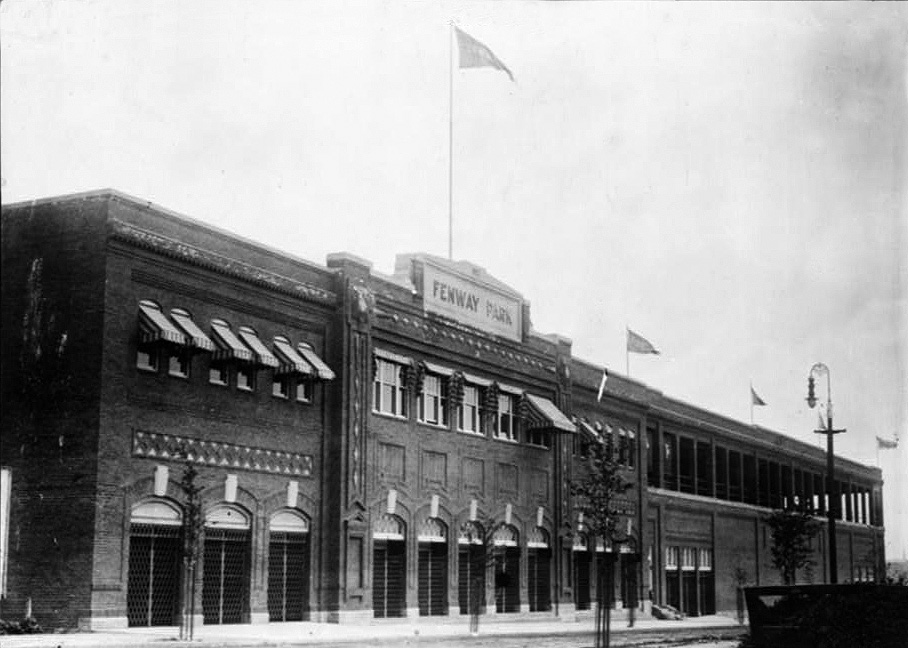
1914年当時の球場正面

  - 4月9日、フェンウェイ・パーク初試合（レッドソックス 2－0 ハーバード大学）。
  - 4月20日、フェンウェイ・パークでのプロ同士の初めての試合となるニューヨーク・ハイランダーズ（現ニューヨーク・ヤンキース）戦（レッドソックス 7－6 ハイランダーズ）。
- 1941年7月25日、レフティー・グローブが通算300勝を達成。
- 1946年7月9日、オールスターゲーム開催（ア 12－0 ナ）。
- 1950年6月8日、レッドソックスがセントルイス・ブラウンズ（現ボルチモア・オリオールズ）戦に 29－4 で勝利。1チーム1試合29得点は当時のMLB記録。
- 1961年7月31日、オールスターゲーム（第2戦）開催（ア 1－1 ナ）。9回終了時雨天コールドとなり、オールスター史上初の引き分け試合となった。
- 1979年9月12日、カール・ヤストレムスキーがヤンキース戦で通算3000安打を達成。
- 1986年4月29日、ロジャー・クレメンスがシアトル・マリナーズ戦で史上初の1試合20奪三振を記録（レッドソックス 3－1 マリナーズ）。
- 1990年7月17日、ミネソタ・ツインズがレッドソックスを相手に1試合2度の三重殺を完成させた。
- 1994年7月8日、ジョン・バレンティンがマリナーズ戦で無補殺三重殺を完成させる。MLB史上10人目。
- 1999年7月13日、オールスターゲーム開催（ア 4－1 ナ）。地元レッドソックスのペドロ・マルティネスが先発投手として2回を無安打無失点5三振に抑え、MVPを獲得した。
- 2013年10月30日、95年ぶりに本拠地でのワールドシリーズ優勝を果たした。
- ワールドシリーズ開催：1912年、1914年、1918年、1946年、1967年、1975年、1986年、2004年、2007年、2013年、2018年

## ギャラリー
- 球場正面
- プルーデンシャル・タワーから
- 木製の座席
- グリーン・モンスター上部の座席